# Megaselia intonsa
Megaselia intonsa är en tvåvingeart som beskrevs av Schmitz 1948. Megaselia intonsa ingår i släktet Megaselia och familjen puckelflugor. Arten är reproducerande i Sverige. Inga underarter finns listade i Catalogue of Life.